# Šebastovce
Šebastovce (bis 1948 slowakisch „Žebeš“; deutsch Schebesch, ungarisch Zsebes) ist ein Stadtteil von Košice, im Okres Košice IV in der Ostslowakei südlich der Innenstadt.

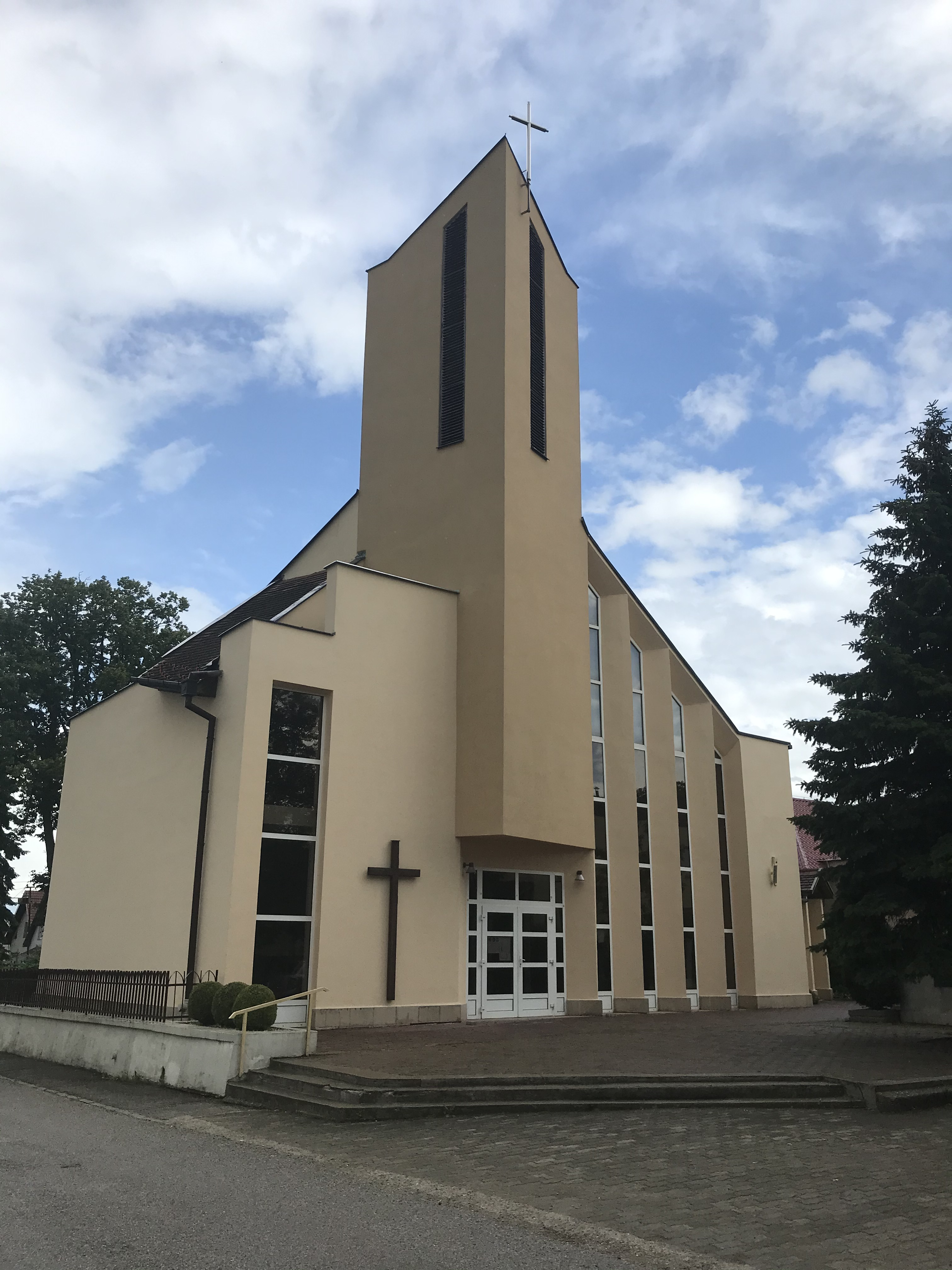
Moderne Kirche Johannes der Täufer in Šebastovce

Der Ort wurde 1248 zum ersten Mal schriftlich als Zebus erwähnt und gehört seit dem 1. Mai 1976 als Stadtteil zu Košice.

## Bevölkerung
Nach der Volkszählung 2011 wohnten im Stadtteil Šebastovce 663 Einwohner, davon 631 Slowaken, jeweils zwei Magyaren und ein Ukrainer sowie drei Polen. Ein Einwohner gab eine andere Ethnie an und 26 Einwohner machten keine Angabe zur Ethnie.
497 Einwohner bekannten sich zur römisch-katholischen Kirche, 47 Einwohner zur reformierten Kirche, 23 Einwohner zur griechisch-katholischen Kirche, 20 Einwohner zur Evangelischen Kirche A. B. und ein Einwohner zur orthodoxen Kirche. 33 Einwohner waren konfessionslos und bei 42 Einwohnern wurde die Konfession nicht ermittelt.